# Пабло Марі
Пабло Марі (ісп. Pablo Marí, нар. 31 серпня 1993, Валенсія) — іспанський футболіст, центральний захисник італійської «Монци».

## Ігрова кар'єра
Народився 31 серпня 1993 року в місті Валенсія. Вихованець футбольної школи клубу «Мальорка». У віці 17 років дебютував у Сегунді Б за команду «Мальорка Б». Відіграв за цю команду три сезони. У сезоні 2011/12 залучався в основну команду «Мальорки». Дебютував у Ла Лізі 7 грудня 2011 року в незвичайній грі проти «Гранади», яка почалася 20 листопада, але була перервана на 60 хвилині. Перед дограванням командам дозволили зробити безліч замін, і Пабло Марі почав цю 30-хвилинну гру в стартовому складі, «замінивши» Педро Бігаса. Через сім хвилин після відновлення гри «Мальорка» забила гол з пенальті, зрівнявши рахунок (2:2). Більше команди голів забити не встигли. У тому сезоні Марі ще лише один раз зіграв за Мальорку в Прімері.
У 2013 році перейшов у «Хімнастік», де став гравцем основи. У сезоні 2014/15 допоміг команді посісти друге місце в Сегунді Б і завоювати путівку в другий за рівнем дивізіон. У наступному сезоні команда посіла третє місце в регулярному турнірі, а потім поступилася «Осасуні» у півфіналі плей-оф за вихід у Прімеру.
Влітку 2016 року підписав контракт з англійським «Манчестер Сіті». У сезоні 2016/17 виступав на правах оренди за «Жирону» в іспанській Сегунді. Однак більшу частину матчів Марі провів на лавці запасних, зігравши лише у восьми зустрічах.
У наступному сезоні 24-річний Пабло Марі відправився в оренду в нідерландський «НАК Бреда». Через два тижні після переходу тренер НАК Стейн Вревен запропонував іспанцеві стати капітаном команди. За сезон зіграв 20 матчів у чемпіонаті і забив 1 гол.
1 липня 2018 року Пабло Марі був відданий в річну оренду в «Депортіво», який грав у Сегунді. З клубом зайняв 6 місце у чемпіонаті, будучи основним гравцем (38 ігор і 2 голи), але у фіналі плей-оф поступився рідній «Мальорці» і не вийшов до вищого дивізіону.
11 липня 2019 року Пабло Марі підписав повноцінний контракт з бразильським «Фламенго» строком до грудня 2022 року. Він став третім іспанцем у історії клубу з Ріо-де-Жанейро — після воротаря Тальядаса (1937) і нападника Хосе Уфарте (1958—1961; 1962—1964). Того ж року виграв з командою чемпіонат Бразилії (будучи включений до символічної збірної турніру) та Кубок Лібертадорес, завдяки чому поїхав на Клубний чемпіонат світу 2019 року в Катарі. Відіграв за команду з Ріо-де-Жанейро 22 матчі в національному чемпіонаті.
На початку 2020 року повернувся до Європи, приєднавшись на умовах оренди до лондонського «Арсенала». 24 червня того ж року уклав повноцінний контракт з лондонцями, хоча виступав у їй складі епізодично. Продовжував нерегулярно виходити на поле у складі «Арсенала», а 2022 року був відданий в оренду спочатку до «Удінезе», а згодом до «Монци».
Протягом сезону 2022/23 був одним з основних центральних захисників «Монци», допомігши їй зберегти місце в італійському елітному дивізіоні. Влітку італійський клуб викупив контракт одного зі своїх ключових оборонців за 4,9 мільйони євро і уклав із ним повноцінний контракт.

## Статистика виступів

### Статистика клубних виступів
Станом на 20 серпня 2023
| Сезон                  | Команда                | Чемпіонат              | Чемпіонат | Чемпіонат | Національний кубок | Національний кубок | Національний кубок | Континентальні кубки | Континентальні кубки | Континентальні кубки | Інші змагання | Інші змагання | Інші змагання | Усього | Усього | Усього |
| Сезон                  | Команда                | Ліга                   | Ігор      | Голів     | Ліга               | Ігор               | Голів              | Ліга                 | Ігор                 | Голів                | Ліга          | Ігор          | Голів         | Ігор   | Голів  |        |
| ---------------------- | ---------------------- | ---------------------- | --------- | --------- | ------------------ | ------------------ | ------------------ | -------------------- | -------------------- | -------------------- | ------------- | ------------- | ------------- | ------ | ------ | ------ |
| 2010–11                | «Мальорка Б»           | СДБ (ІІІ)              | 19        | 1         | -                  | -                  | -                  | -                    | -                    | -                    | -             | -             | -             | 19     | 1      |        |
| 2011–12                | «Мальорка Б»           | СДБ (ІІІ)              | 22        | 1         | -                  | -                  | -                  | -                    | -                    | -                    | -             | -             | -             | 22     | 1      |        |
| 2012–13                | «Мальорка Б»           | СДБ (ІІІ)              | 28        | 1         | -                  | -                  | -                  | -                    | -                    | -                    | -             | -             | -             | 28     | 1      |        |
| Усього за «Мальорку Б» | Усього за «Мальорку Б» | Усього за «Мальорку Б» | 69        | 3         |                    | -                  | -                  |                      | -                    | -                    |               | -             | -             | 69     | 3      |        |
| 2011–12                | «Мальорка»             | ПД                     | 2         | 0         | КІ                 | 0                  | 0                  | -                    | -                    | -                    | -             | -             | -             | 2      | 0      |        |
| 2013–14                | «Хімнастік»            | СДБ (ІІІ)              | 27+2      | 2         | КІ                 | 3                  | 0                  | -                    | -                    | -                    | -             | -             | -             | 32     | 2      |        |
| 2014–15                | «Хімнастік»            | СДБ (ІІІ)              | 35+2      | 3         | КІ                 | 2                  | 0                  | -                    | -                    | -                    | -             | -             | -             | 39     | 3      |        |
| 2015–16                | «Хімнастік»            | СД (ІІ)                | 25        | 1         | КІ                 | 0                  | 0                  | -                    | -                    | -                    | -             | -             | -             | 25     | 1      |        |
| Усього за «Хімнастік»  | Усього за «Хімнастік»  | Усього за «Хімнастік»  | 87+4      | 6         |                    | 5                  | 0                  |                      | -                    | -                    |               | -             | -             | 96     | 6      |        |
| 2016–17                | «Жирона»               | СД (ІІ)                | 8         | 0         | КІ                 | 1                  | 0                  | -                    | -                    | -                    | -             | -             | -             | 9      | 0      |        |
| 2017–18                | «НАК Бреда»            | E                      | 31        | 3         | КН                 | 1                  | 0                  | -                    | -                    | -                    | -             | -             | -             | 32     | 3      |        |
| 2018–19                | «Депортіво»            | СД (ІІ)                | 37+1      | 2         | КІ                 | 0                  | 0                  | -                    | -                    | -                    | -             | -             | -             | 38     | 2      |        |
| лип.-груд. 2019        | «Фламенго»             | A                      | 22        | 2         | КБ                 | 0                  | 0                  | RK                   | 6                    | 1                    | КЧС           | 2             | 0             | 30     | 3      |        |
| січ.-лип. 2020         | «Арсенал»              | ПЛ                     | 2         | 0         | КА+КЛ              | 1+0                | 0                  | ЛЄ                   | 0                    | 0                    | -             | -             | -             | 3      | 0      |        |
| 2020–21                | «Арсенал»              | ПЛ                     | 10        | 0         | КА+КЛ              | 1+0                | 0                  | ЛЄ                   | 5                    | 1                    | СА            | 0             | 0             | 16     | 1      |        |
| 2021-січ. 2022         | «Арсенал»              | ПЛ                     | 2         | 0         | КА+КЛ              | 0+1                |                    | -                    | -                    | -                    | -             | -             | -             | 3      | 0      |        |
| січ.-черв. 2022        | «Удінезе»              | A                      | 15        | 2         | КІ                 | 0                  | 0                  | -                    | -                    | -                    | -             | -             | -             | 15     | 2      |        |
| лип.-серп. 2022        | «Арсенал»              | ПЛ                     | -         | -         | КА+КЛ              | -                  | -                  | ЛЄ                   | -                    | -                    | -             | -             | -             | -      | -      |        |
| Усього за «Арсенал»    | Усього за «Арсенал»    | Усього за «Арсенал»    | 14        | 0         |                    | 3                  | 0                  |                      | 5                    | 1                    |               | -             | -             | 22     | 1      |        |
| 2022–23                | «Монца»                | A                      | 30        | 1         | КІ                 | 1                  | 0                  | -                    | -                    | -                    | -             | -             | -             | 31     | 1      |        |
| 2023–24                | «Монца»                | A                      | 1         | 0         | КІ                 | 1                  | 0                  | -                    | -                    | -                    | -             | -             | -             | 2      | 0      |        |
| Усього за «Монцу»      | Усього за «Монцу»      | Усього за «Монцу»      | 31        | 1         |                    | 2                  | 0                  |                      | -                    | -                    |               | -             | -             | 33     | 1      |        |
| Усього за кар'єру      | Усього за кар'єру      | Усього за кар'єру      | 321       | 19        |                    | 12                 | 0                  |                      | 11                   | 2                    |               | 2             | 0             | 346    | 21     |        |

## Титули і досягнення
- Чемпіон Бразилії (1):

«Фламенго»: 2019
- Володар Кубка Лібертадорес (1):

«Фламенго»: 2019
Володар Суперкубка Англії (1):
«Арсенал»: 2020